# 中共湖北区执行委员会
中共湖北区执行委员会（简称中共湖北区执委）是中国共产党成立初期的区执行委员会之一，领导中共在湖北地区的工作。

## 历史
1920年秋，中共武汉支部（后称武汉共产主义小组）在上海发起组的帮助下成立。1921年秋，中共武汉地方委员会（武汉地委）成立，包惠僧任书记。
1922年夏，根据中共中央要求，中共武汉区执行委员会（武汉区执委）成立，包惠僧继任书记一职。中共二大后包惠僧调往北京，陈潭秋出任武汉区执委委员长。1923年二七大罢工后，中共地方组织遭到破坏。为此，中央派李立三来到武汉接任委员长。6月，中央又派项英作为驻湖北地区的中央委员，指导全区党的工作。10月，包惠僧回到湖北，接任委员长一职。
1924年2月，中共中央决定撤销武汉区执委，将中共汉口地执委、中共武昌地执委改为中共中央直接领导。同年秋，为统一湖北地区的中共组织，中共中央决定组建中共武汉地方执行委员会（武汉地执委），彭泽湘、陈潭秋先后任书记（委员长）。
1926年5月，武汉地执委改组成立中共湖北地方执行委员会（湖北地执委），陈潭秋任书记。9月，根据中共中央决，湖北地执委改组为中共湖北区执行委员会（湖北区执委），彭泽湘任书记。10月，由于彭泽湘受唐生智之请出任北伐军前敌总指挥部政治部主任，中共中央调李立三出任湖北区执委书记，12月张国焘接任该职。1927年4月，张国焘调回中央，中央又派张太雷出任书记。此时，湖北区已有1.3万名党员。
1927年5月，根据中共五大决议，湖北区执委撤销，改建为中共湖北省委。

## 主要成员

### 武汉地方委员会（1921年秋－1922年春）
- 书记：包惠僧
- 委员：包惠僧、陈潭秋、黄负生（另一名不详）
- 组织：陈潭秋
- 宣传：黄负生
- 财务：（不详）

### 武汉区执行委员会（1922年初夏－1924年2月）
- 书记：包惠僧
- 委员长：陈潭秋（一说刘昌群）、李立三、包惠僧
- 委员：包惠僧、陈潭秋、黄负生、董必武、刘昌群、林育南、许白昊、项英、李之龙、马念一、李立三、廖乾吾、刘伯垂、魏人镜、向忠发
- 组织委员：陈潭秋
- 宣传委员：黄负生
- 秘书：许白昊

### 武汉地方执行委员会（1924年秋－1926年5月）
- 委员长：彭泽湘
- 书记：彭泽湘、陈潭秋
- 委员：彭泽湘、陈潭秋、董必武、许之桢、陆沉、刘昌群、张继渠、蔡以忱、许白昊、陈荫林、秦怡君、钱介磐
- 组织部主任：许之桢
- 宣传部主任：钱介磐
- 职工运动委员会书记：许白昊
- 农民运动委员会书记：陈荫林
- 妇女运动委员会书记：秦怡君

### 湖北地方执行委员会（1926年5月－8月）
- 书记：陈潭秋
- 委员：陈潭秋、许白昊、许之桢、宛希俨、陈荫林、董必武、蔡以忱、张继渠（另一名不详）
- 候补委员：袁溥之、刘胤、邱国平
- 组织部主任：蔡以忱
- 宣传部主任：许之桢、宛希俨
- 职工运动委员会书记：许白昊、张继渠
- 农民运动委员会书记：陈荫林
- 军事运动委员会书记：董必武
- 妇女运动委员会书记：袁溥之
- 青年工作负责人：刘胤

### 湖北区执行委员会（1926年9月－1927年5月）
- 书记：彭泽湘、李立三、张国焘、张太雷
- 委员：彭泽𣓭、陈潭秋、林育南、向忠发、陈荫林、董必武、聂荣臻、钱介磐、刘伯垂、李立三、张国焘、汪泽楷、项英、蔡以忱、陆沉、罗章龙、张太雷
- 秘书：魏人镜、周慰真（周维桢）
- 组织部主任：陈潭秋、蔡以忱、汪泽楷、项英
- 宣传部主任：林育南、陈潭秋、蔡以忱、罗章龙
- 职工运动委员会书记：向忠发、李立三
- 农民运动委员会书记：陈荫林、陆沉
- 军事运动委员会书记：聂荣臻
- 国民运动委员会书记：董必武
- 妇女运动委员会书记：袁溥之、蔡畅
- 共青团负责人：林育南
- 两湖党校校长：张国焘
- 《群众周刊》主编：张国焘

## 直属地执委、部委、支部
| 武汉区执委直属地执委、支部 - 汉口地方执行委员会（1922年冬－1924年2月） - 武昌地方执行委员会（1922年冬－1924年2月） - 港窑湖支部（1922年6月－1923年2月） - 大冶钢铁厂支部（1923年5月－） - 华记湖北水泥厂支部（1923年5月－） - 大冶富华煤矿公司支部（1923年夏－） - 大冶富源煤矿公司支部（1923年秋－） 武汉地执委、湖北地执委、湖北区执委直属地执委、部委、支部 - 黄梅县特支→黄梅县地执委（1925年3月－1927年5月） - 黄冈支部→黄冈县特支→黄冈县地执委（1925年3月－1927年5月） - 钟祥县部委员会（1925年12月－1927年5月） - 汉口部委员会（1926年5月－9月） - 武昌部委员会（1926年5月－10月） - 港窑湖特别支部（1925年春－1926年10月） - 汉川县特别支部（1925年8月－1926年4月） - 黄安县特支→黄安地执委（1925年10月－1927年5月） - 麻城县特支→麻城县委（1925年冬－1927年5月） - 枣阳县特别支部（1925年12月－） - 新堤支部→新堤特支→新堤市委（1925年9月－1927年5月） - 蒲圻县特支→蒲圻部委（1926年3月－1927年5月） - 通山县特支→通山部委（1926年4月－1927年5月） - 襄阳特别支部（1926年4月－1927年5月） - 大冶县特别支部（1926年7月－） - 黄冈西乡特别支部（1926年8月－10月） - 广济支部（1924年－1925年7月） - 通山县镇南中学支部（1925年6月－1926年4月） - 黄陂县三合店支部（1925年夏－1926年3月） - 沔阳县石扬湾支部（1925年8月－1926年8月） - 广济县梅川支部（1925年8月－9月） - 沔阳白庙支部（1925年8月－1926年12月） - 远安县支部（1925年9月－1926年10月） - 随县支部→随县特支（1925年9月－1927年7月） - 孝感汪洋店支部（1925年10月－1927年） - 沔阳峰口支部（1925年秋－1926年8月） - 江陵田金南支部（1925年秋－1926年8月） - 钟祥县下胡家集支部（1925年冬－） - 钟祥县城区支部（1925年冬－） - 钟祥县永盛集支部（1925年冬－） - 京山县彭家台支部（1925年12月－1926年12月） - 崇阳县支部（1925年12月－1926年11月） - 阳新县龙港支部（1925年12月－1927年） - 阳新县曹家堍支部（1926年1月－1927年） - 阳新县中庄支部（1926年2月－1927年7月） - 阳新县刘宣堍支部（1926年2月－1927年） - 江陵侯家垴支部（1926年2月－8月） - 江陵大兴寺支部（1926年2月－8月） - 江陵沙市支部（1926年3月－8月） - 阳新县下畈支部（1926年3月－1927年） | - 阳新县五湖镇支部（1926年3月－1927年） - 阳新县凤山支部（1926年3月－1927年） - 黄陂县支部→黄陂部委（1926年3月－1927年6月） - 阳逻支部（1926年4月－8月） - 江陵伍家湾支部（1926年春－8月） - 天门县芦家口支部（1926年春－9月） - 天门县彭家垴支部（1926年春－9月） - 江陵二圣洲支部（1926年春－8月） - 石首县新厂支部（1926年春－1927年2月） - 潜江县张截港支部（1926年春－） - 阳新县福寿支部（1926年春－1927年） - 沔阳戴家场支部（1926年4月－12月） - 黄陂县塔耳支部（1926年3月－9月） - 京山县拖船埠支部（1926年春－10月） - 阳新县朱容支部（1926年4月－1927年） - 阳新县蒸厦支部（1926年4月－1927年） - 阳新县大畈支部（1926年4月－1927年） - 安陆县城关支部（1926年4月－） - 荆门县支部→荆门城关支部（1926年4月－12月） - 阳新县朱塘埠支部（1926年5月－1927年） - 阳新县申铁义支部（1926年5月－1927年） - 天门县乾驿支部（1926年6月－10月） - 天门县渔薪河支部（1926年6月－10月） - 天门县蒋场支部（1926年6月－） - 石首新码头支部（1926年夏－1927年2月） - 阳新县黄沙支部（1926年夏－1927年） - 江陵沙岗支部（1926年夏－8月） - 石首南河口支部（1926年夏－1927年2月） - 监利周家祠支部（1926年夏－10月） - 监利回龙寺支部（1926年6月－10月） - 监利黄公院支部（1926年7月－10月） - 监利董家台支部（1926年7月－10月） - 监利李场支部（1926年7月－10月） - 监利新观支部（1926年7月－1927年5月） - 均县城关支部（1926年7月－1927年4月） - 天门县岳口支部（1926年秋－10月） - 武昌山前支部 - 武昌山后支部 - 硚口工人支部 - 汉口邮电支部 - 汉阳支部 - 汉阳驳轮支部 - 武昌武胜门外工人支部 - 江岸工人支部 - 武昌大学支部 - 中华大学支部 - 湖北高级中学支部 - 湖北第一师范学校支部 - 汉口地方执行委员会（1926年9月－1927年5月） - 武昌地方执行委员会（1926年10月－1927年5月） - 阳新县部委员会（1926年8月－1927年5月） - 汉阳地方执行委员会（1926年10月－1927年5月） - 通城地方执行委员会（1926年10月－1927年5月） - 监利县部委员会（1926年10月－1927年5月） - 汉川县部委员会（1926年10月－1927年5月） | - 崇阳特支→崇阳部委（1926年11月－1927年5月） - 当阳部委员会（1926年12月－1927年5月） - 沔阳部委员会（1926年12月－1927年5月） - 咸宁特支→咸宁部委（1926年8月－1927年5月） - 孝感特别支部（1926年10月－1927年5月） - 天门县特支→天门县部委（1926年10月－1927年5月） - 蕲春县特别支部（1926年11月－1927年5月） - 应山县支部（1926年10月－1927年5月） - 商罗麻特别支部（1926年10月－1927年5月） - 蕲水县支部（1926年11月－1927年5月） - 荆门县部委员会（1926年12月－1927年6月） - 枣阳地方执行委员会（1926年8月－1927年4月） - 黄石港地方执行委员会（1926年10月－1927年7月） - 五峰地方执行委员会（1927年4月－5月） - 宣都地方执行委员会（1927年4月－5月） - 安陆县部委员会（1926年8月－1927年7月） - 远安县部委员会（1926年10月－1927年7月） - 京山部委员会（1926年12月－1927年5月） - 石首县部委员会（1927年2月－7月） - 江陵县特别支部（1926年8月－1927年7月） - 鄂城县特别支部（1926年10月－1927年7月） - 宜昌特别支部（1927年1月－7月） - 均县特别支部（1927年2月－5月） - 长阳县特别支部（1927年3月－7月） - 嘉鱼县特别支部（1927年4月－7月） - 兴山县特别支部（1927年4月－7月） - 均县支部（1926年7月－1927年2月） - 通城马港支部（1926年8月－10月） - 罗田支部（1926年8月－10月） - 监利周何湾支部（1926年8月－1927年7月） - 沔阳县段家场支部（1926年9月－12月） - 广济县刘六西支部（1926年11月－1927年7月） - 郧阳支部（1926年11月－1927年4月） - 云梦县支部（1926年11月－1927年7月） - 广济县梅川支部（1926年12月－1927年7月） - 应城县支部（1926年冬－1927年7月） - 兴化县支部（1926年冬－1927年1月） - 竹山县支部（1926年12月－1927年5月） - 建始县支部（1927年2月－7月） - 咸丰县支部（1927年2月－7月） - 广济县观音寨支部（1927年2月－7月） - 来凤县支部（1927年2月－7月） - 宣城县支部（1927年4月－7月） - 公安县支部（1927年3月－7月） - 广济县武穴支部（1927年4月－7月） - 潜江县蚌湖街支部（1927年5月－7月） - 潜江县双土地支部（1927年5月－7月） - 潜江县管家桥支部（1927年5月－7月） |